# Церква Дрогобицьких священномучеників Северіяна, Якима та Віталія
Церква Дрогобицьких священномучеників Северіяна, Якима та Віталія — парафіяльна дерев'яна церква УГКЦ міста Дрогобича, побудований в гуцульському стилі у спальному мікрорайоні Коновальця і є четвертим, з п'яти, дерев'яним у місті. Парафія належить до Самбірсько-Дрогобицької єпархії УГКЦ.

## Історія
30 березня 2002 року з благословення владики Юліяна Вороновського, єпарха Самбірсько-Дрогобицького, УГКЦ, у мікрорайоні Є. Коновальця м. Дрогобича було засновано духовну станицю Блаженних Священномучеників Северина, Якима та Віталія, єромонахів Дрогобицьких, яка віддана їхньому молитовному заступництву. Парохом станиці було призначено о. прот. Івана Паньківа, а з 2007 р. тут служить також о. Андрій Бунь. Згодом духовній станиці було надано статус парохії.
На честь Блаженних Священномучеників зведено церкву. Престольне свято на парохії Священномучеників Дрогобицьких Северина, Віталія і Якима святкують 27 червня, у день, коли єромонахи були проголошені Блаженними.

### БлаженніДрогобицькі мученики

Зображення Дрогобицьких священномучеників Северіяна, Якима та Віталія над входом в церкву

Блаженні Дрогобицькі мученики, єромонахи василіянського чину, загинули мученицькою смертю у катівнях НКВС м. Дрогобича у 1940-х роках. Святі Української греко-католицької церкви. 
- Яким Сеньківський, ЧСВВ (нар. 2 липня 1896 року с. Великі Гаї коло Тернополя — пом. 26 червня 1941 року, Дрогобич);
- Северіян Бараник, ЧсВВ (нар. 18 липня 1889 року у Вугневі, біля Рави — пом. 26 червня 1941, Дрогобич);
- Віталій Байрак, ЧСВВ (нар. 24 лютого 1907 року в с. Швайківці Чортківського повіту на Тернопільщині — пом. 16 травня 1946, Дрогобич) — єромонахи василіанського чину, завершили своє священиче служіння мученицькою смертю у катівнях НКВС м. Дрогобича у 1940-х роках[1].